# Sinozuka Kendzsiró
Sinozuka Kendzsiró (japánul: 篠塚 建次郎, nyugaton: Kenjiro Shinozuka; 1948. november 20. – 2024. március 18.) japán autóversenyző, kétszeres rali-világbajnoki futamgyőztes.

## Pályafutása
1976 és 1997 között vett részt rali-világbajnoki versenyeken. Ez idő alatt húsz futamon indult, melyből három alkalommal állt dobogón. Megnyerte az 1991-es valamint az 1992-es Elefántcsontpart-ralit. Legelőkelőbb összetett világbajnoki helyezését az 1991-es szezonban érte el, amikor is a tizenegyedik helyen zárta az évet. 1988-ban megnyerte az ázsia–óceániai ralibajnokságot, 1997-ben pedig a Dakar-rali győztese volt.

### Rali-világbajnoki győzelmei
| #  | Dátum               | Rali                  | Navigátor    | Autó                   | Összefoglaló |
| -- | ------------------- | --------------------- | ------------ | ---------------------- | ------------ |
| 1. | 1991. október 27-31 | Elefántcsontpart-rali | John Meadows | Mitsubishi Galant VR-4 | Összefoglaló |
| 2. | 1992. okt 31- nov 2 | Elefántcsontpart-rali | John Meadows | Mitsubishi Galant VR-4 | Összefoglaló |

### Eredményei a Dakar-ralin
| Év   | Kategória | Gyártó     | Helyezés | Szakaszgyőzelem |
| ---- | --------- | ---------- | -------- | --------------- |
| 1986 | Autó      | Mitsubishi | 46.      | 0               |
| 1987 | Autó      | Mitsubishi | 3.       | 1               |
| 1988 | Autó      | Mitsubishi | 2.       | 0               |
| 1989 | Autó      | Mitsubishi | 6.       | 1               |
| 1990 | Autó      | Mitsubishi | 5.       | 2               |
| 1991 | Autó      | Mitsubishi | Kiesett  | 1               |
| 1992 | Autó      | Mitsubishi | 3.       | 1               |
| 1993 | Autó      | Mitsubishi | 5.       | 0               |
| 1994 | Autó      | Mitsubishi | Kiesett  | 0               |
| 1995 | Autó      | Mitsubishi | 3.       | 0               |
| 1996 | Autó      | Mitsubishi | 17.      | 1               |
| 1997 | Autó      | Mitsubishi | 1.       | 3               |
| 1998 | Autó      | Mitsubishi | 2.       | 4               |
| 1999 | Autó      | Mitsubishi | 4.       | 3               |
| 2000 | Autó      | Mitsubishi | Kiesett  | 1               |
| 2001 | Autó      | Mitsubishi | 30.      | 0               |
| 2002 | Autó      | Mitsubishi | 3.       | 1               |
| 2003 | Autó      | Nissan     | Kiesett  | 1               |
| 2004 | Autó      | Nissan     | Kiesett  | 1               |
| 2005 | Autó      | Nissan     | Kiesett  | 0               |
| 2006 | Autó      | Nissan     | Kiesett  | 0               |
| 2007 | Autó      | Nissan     | 59.      | 0               |

## Külső hivatkozások
- Sinodzuka Kendzsiró hivatalos honlapja (japánul)
- Profilja a juwra.com honlapon
- Profilja a rallybase.nl honlapon